# Rhamphoria pyriformis
Rhamphoria pyriformis är en svampart som först beskrevs av Christiaan Hendrik Persoon, och fick sitt nu gällande namn av Franz Xaver von Höhnel 1913. Rhamphoria pyriformis ingår i släktet Rhamphoria och familjen Annulatascaceae.  Arten är reproducerande i Sverige. Inga underarter finns listade i Catalogue of Life.